# Megaloascos psammophilum
Megaloascos psammophilum är en plattmaskart som beskrevs av Evdonin 1970. Megaloascos psammophilum ingår i släktet Megaloascos och familjen Polycystididae. Inga underarter finns listade i Catalogue of Life.